# Subprefeitura da Sé
A Subprefeitura Sé  é uma das 32 subprefeituras da cidade de São Paulo, sendo regida pela Lei nº 13.999 de 1º de agosto de 2002.
É composta por oito distritos: Bela Vista; Bom Retiro; Cambuci; Consolação; Liberdade; República; Santa Cecília e Sé, que somados representam uma área de 26,2 km², e era habitada por 431 106 pessoas em 2010. 

## Histórico
Em 2002, a partir de um processo de descentralização da Prefeitura do Município de São Paulo, foram criadas a Secretaria de Coordenação das Subprefeituras - SMSP e 31 Subprefeituras. As quais foram criadas para substituir as antigas Administrações Regionais que haviam sido criadas em 1973.
As Subprefeituras foram criadas pela Lei 13.399 de 2002 e ficou responsável pela administração pública dos seguintes distritos: Bela Vista, Bom Retiro, Cambuci, Consolação, Liberdade, República, Santa Cecília e Sé, localizados na região central da cidade de São Paulo, em um território de 26,2 km² com uma população residente de aproximadamente 431.016 habitantes.
Com a criação das Subprefeituras, será exercida uma administração direta, com maior autonomia, mais eficiência, participação popular e desenvolvimento local, com a missão de consolidar os instrumentos de democratização do Poder Público com o Orçamento Participativo e fortalecer a democratização da gestão pública e a participação no âmbito regional. O Poder Público Municipal ficou mais próximo e mais acessível ao cidadão, trabalhando com ações integradas das diversas áreas da Prefeitura: saúde, assistência social, educação, transportes, áreas verdes entre outras.
As Subprefeituras prestam serviços de atendimento, recebimento dos pedidos e reclamações da população, solução para os problemas apontados, planejamento, regulamentação e fiscalização do uso do solo, assistência social e promoção da prática do esporte, do lazer e da cultura. Também são atividades principais a manutenção da infra-estrutura urbana e projetos e obras da região.

## Subprefeitos
| N°  | Subprefeitos                | Período                                           | Prefeito (a)         | Notas                |               |
| --- | --------------------------- | ------------------------------------------------- | -------------------- | -------------------- | ------------- |
| 1°  | Sérgio Marasco Torrecillas  | 1° de agosto de 2002 até 1° de janeiro de 2005    | Marta Suplicy        |                      | [ 4 ]         |
| 2°  | Andrea Matarazzo (PSDB)     | 1° de janeiro de 2005 até 11 de setembro de 2007  | José Serra           |                      | [ 5 ]         |
| 2°  | Andrea Matarazzo (PSDB)     | 1° de janeiro de 2005 até 11 de setembro de 2007  | Gilberto Kassab      |                      | [ 5 ]         |
| 3°  | Mário Jordão Toledo Leme    | 11 de setembro de 2007 até 4 de dezembro de 2007  |                      | [ 6 ]                |               |
| -   | Andrea Matarazzo (PSDB)     | 4 de dezembro de 2007 até 31 de janeiro de 2008   | Subprefeito Interino |                      |               |
| 4°  | Amauri Luiz Pastorello      | 31 de janeiro de 2008 até 16 de outubro de 2009   |                      |                      |               |
| 5°  | Nevoral Alves Bucheroni     | 16 de outubro de 2009 até 1° de janeiro de 2013   | Gilberto Kassab      |                      | [ 7 ]         |
| 6°  | Marcos Queiroga Barreto     | 1° de janeiro de 2013 até 28 de fevereiro de 2013 | Fernando Haddad      |                      |               |
| -   | Maurício Góes Dantas        | 28 de fevereiro de 2013 até 21 de março de 2014   | Fernando Haddad      | Subprefeito Interino | [ 8 ]         |
| 7°  | Alcides Amazonas (PCdoB)    | 21 de março de 2014 até 1° abril de 2015          | Fernando Haddad      |                      | [ 9 ]         |
| 8°  | Gilmar Tadeu Ribeiro Alves  | 1° abril de de 2015 até 1° de janeiro de 2017     | Fernando Haddad      |                      |               |
| 9°  | Eduardo Odloak              | 1° de janeiro de 2017 até 30 de janeiro de 2019   | João Doria           |                      | [ 10 ] [ 11 ] |
| 9°  | Eduardo Odloak              | 1° de janeiro de 2017 até 30 de janeiro de 2019   | Bruno Covas          |                      |               |
| 10° | Roberto Arantes Filho       | 30 de janeiro de 2019 até 22 de março de 2021     |                      | [ 12 ]               |               |
| 11° | Marcelo Vieira Salles       | 22 de março de 2021 até 7 de fevereiro de 2023    |                      | [ 13 ]               |               |
| 11° | Marcelo Vieira Salles       | 22 de março de 2021 até 7 de fevereiro de 2023    | Ricardo Nunes        |                      |               |
| 12° | Álvaro Batista Camilo (PSD) | 7 de fevereiro de 2023 até a atualidade           |                      |                      |               |

## Subprefeitura Sé

### Distrito da Bela Vista
- IDH: 0,940 - muito elevado (12°)
- Area: 2,6 km²
- População: 69.460 habitantes
- Principais Bairros: Bela Vista, Morro dos Ingleses, Bixiga
- Principais Vias de Acesso: Av. Nove de Julho, Av. Vinte e Três de Maio, Av. Brigadeiro Luís Antônio e Av. Paulista

### Distrito do Bom Retiro
- IDH: 0,847 - elevado (51°)
- Area: 4 km²
- População: 33.892 habitantes
- Principais Bairros: Bom Retiro, Luz, Ponte Pequena
- Principais Vias de Acesso: Rua José Paulino

### Distrito da Consolação
- IDH: 0,950 - muito elevado (8°)
- Area: 3,7 km²
- População: 57.365 habitantes
- Principais Bairros: Cerqueira César (parcialmente), Higienópolis, Pacaembu e Vila Buarque (parcialmente)
- Principais Vias de Acesso: Rua da Consolação, Av. Ipiranga, Av. Higienópolis, Av. Angélica, Av. Pacaembu e Av. Paulista